# I liga 2016-2017
La I liga 2016-2017, conosciuta anche come Nice I liga 2016-2017 per ragioni di sponsor, è stata la 69ª edizione della seconda serie del campionato polacco di calcio. Il torneo è iniziato il 30 luglio 2016 ed è terminato il 4 giugno 2017. Il Sandecja Nowy Sącz si è laureato campione, venendo promosso assieme al Górnik Zabrze in Ekstraklasa.

## Squadre partecipanti
| Squadra                    | Città         | Stadio                                                     | Capienza |
| -------------------------- | ------------- | ---------------------------------------------------------- | -------- |
| Bytovia Bytów              | Bytów         | Stadion MOSiR                                              | 2 043    |
| Chojniczanka Chojnice      | Chojnice      | Stadio municipale                                          | 3 000    |
| Chrobry Głogów             | Głogów        | Stadio Chrobego                                            | 2 817    |
| GKS Katowice               | Katowice      | Stadion GKS Katowice                                       | 9 511    |
| GKS Tychy                  | Tychy         | Stadio municipale                                          | 15 300   |
| Górnik Zabrze              | Zabrze        | Stadio Ernest Pohl                                         | 24 563   |
| Kluczbork                  | Kluczbork     | Stadion Miejski                                            | 2 586    |
| Miedź Legnica              | Legnica       | Stadion im. Orła Białego                                   | 6 194    |
| Olimpia Grudziądz          | Grudziądz     | Stadion Miejski im. Bronisława Malinowskiego               | 5 500    |
| Podbeskidzie Bielsko-Biała | Bielsko-Biała | Stadio municipale                                          | 15 316   |
| Pogoń Siedlce              | Siedlce       | Stadion Regionalnego Ośrodka Sportu                        | 2 901    |
| Sandecja Nowy Sącz         | Nowy Sącz     | Stadion im. Władysława Augustynka                          | 2 988    |
| Stal Mielec                | Mielec        | Stadio del Centro sportivo e ricreativo comunale di Mielec | 6 800    |
| Stomil Olsztyn             | Olsztyn       | Stadio OSiR                                                | 3 500    |
| Wigry Suwałki              | Suwałki       | Stadio municipale                                          | 3 060    |
| Wisła Puławy               | Puławi        | Stadion MOSiR Puławy                                       | 4 418    |
| Zagłębie Sosnowiec         | Sosnowiec     | Stadio Ludowy                                              | 7 500    |
| Znicz Pruszków             | Pruszków      | Stadio municipale                                          | 3 060    |

## Classifica finale
|  | Pos. | Squadra               | Pt | G  | V  | N  | P  | GF | GS | DR  |
|  | ---- | --------------------- | -- | -- | -- | -- | -- | -- | -- | --- |
|  | 1.   | Sandecja Nowy Sącz    | 61 | 34 | 18 | 7  | 9  | 50 | 29 | +31 |
|  | 2.   | Górnik Zabrze         | 58 | 34 | 17 | 7  | 10 | 53 | 34 | +19 |
|  | 3.   | Zagłębie Sosnowiec    | 57 | 34 | 16 | 9  | 9  | 53 | 44 | +9  |
|  | 4.   | Miedź Legnica         | 57 | 34 | 16 | 9  | 9  | 49 | 27 | +12 |
|  | 5.   | Chojniczanka Chojnice | 56 | 34 | 13 | 17 | 4  | 54 | 48 | +6  |
|  | 6.   | Olimpia Grudziądz     | 56 | 34 | 17 | 5  | 12 | 48 | 35 | +13 |
|  | 7.   | GKS Katowice          | 54 | 34 | 15 | 9  | 10 | 47 | 32 | +15 |
|  | 8.   | Podbeskidzie          | 53 | 34 | 14 | 11 | 9  | 40 | 39 | +1  |
|  | 9.   | Wigry Suwałki         | 52 | 34 | 15 | 7  | 12 | 51 | 45 | +6  |
|  | 10.  | Stal Mielec           | 45 | 34 | 12 | 9  | 13 | 39 | 42 | -3  |
|  | 11.  | Pogoń Siedlce         | 44 | 34 | 13 | 5  | 16 | 34 | 46 | -12 |
|  | 12.  | Chrobry Głogów        | 43 | 34 | 12 | 7  | 15 | 50 | 50 | 0   |
|  | 13.  | Stomil Olsztyn (-3)   | 37 | 34 | 9  | 13 | 12 | 48 | 50 | -2  |
|  | 14.  | GKS Tychy             | 37 | 34 | 10 | 7  | 17 | 42 | 52 | -10 |
|  | 15.  | Bytovia Bytów         | 35 | 34 | 8  | 11 | 15 | 38 | 47 | -9  |
|  | 16.  | Wisła Puławy          | 33 | 34 | 7  | 12 | 15 | 33 | 49 | -15 |
|  | 17.  | Znicz Pruszków        | 30 | 34 | 8  | 6  | 20 | 35 | 64 | -29 |
|  | 18.  | Kluczbork             | 25 | 34 | 4  | 13 | 17 | 35 | 66 | -31 |

Legenda:

      Promosse in Ekstraklasa 2017-2018

      Spareggio contro la quarta di II liga 2016-2017

      Retrocesse in II liga 2017-2018

- Lo Stomil Olsztyn è stato penalizzato di tre punti.

Tre punti a vittoria, uno a pareggio, zero a sconfitta.
La classifica viene stilata secondo i seguenti criteri:
- Punti conquistati
- Punti conquistati negli scontri diretti
- Differenza reti negli scontri diretti
- Reti realizzate negli scontri diretti
- Goal fuori casa negli scontri diretti (solo tra due squadre)
- Differenza reti generale
- Reti totali realizzate
- Fair-play ranking

## Spareggio

### Partite
Lo spareggio si disputa con due partite andata e ritorno tra la quart'ultima squadra di I liga e la quarta di II liga con andata in casa della squadra di divisione più bassa.
|                | Risultati |                | Luogo e data            |
| -------------- | --------- | -------------- | ----------------------- |
| Bytovia Bytów  | 4-0       | Radomiak Radom | Cracovia, 9 giugno 2018 |
| Radomiak Radom | 0-2       | Bytovia Bytów  | Siedlce, 13 giugno 2018 |
|                |           |                |                         |

### Verdetti
- Bytovia resta in I liga.
- Radomiak resta in II liga.

## Statistiche

### Classifica marcatori
| Gol |  |  | Giocatore       | Squadra           |
| --- |  |  | --------------- | ----------------- |
| 17  |  |  | Igor Angulo     | Górnik Zabrze     |
| 16  |  |  | Jakub Świerczok | GKS Tychy         |
| 15  |  |  | Karol Angielski | Olimpia Grudziądz |
| 15  |  |  | Damian Kądzior  | Wigry Suwałki     |